# 620 (numero)
Seicentoventi (620) è il numero naturale dopo il 619 e prima del 621.

## Proprietà matematiche
- È un numero pari.
- È un numero composto con 12 divisori: 1, 2, 4, 5, 10, 20, 31, 62, 124, 155, 310, 620. Poiché la somma dei suoi divisori (escluso il numero stesso) è 724 > 620, è un numero abbondante.
- È un numero odioso.
- È un numero pratico.
- È un numero palindromo e un numero a cifra ripetuta nel sistema posizionale a base 30 (KK).
- È parte delle terne pitagoriche (372, 496, 620), (465, 620, 775), (620, 651, 899), (620, 861, 1061), (620, 1488, 1612), (620, 1872, 1972), (620, 3069, 3131), (620, 3819, 3869), (620, 4785, 4825), (620, 9600, 9620), (620, 19215, 19225), (620, 24021, 24029), (620, 48048, 48052), (620, 96099, 96101).

## Astronomia
- 620 Drakonia è un asteroide della fascia principale del sistema solare.
- NGC 620 è una galassia irregolare della costellazione di Andromeda.

## Astronautica
- Cosmos 620 è un satellite artificiale russo.